# Świerczewo (Poznań)

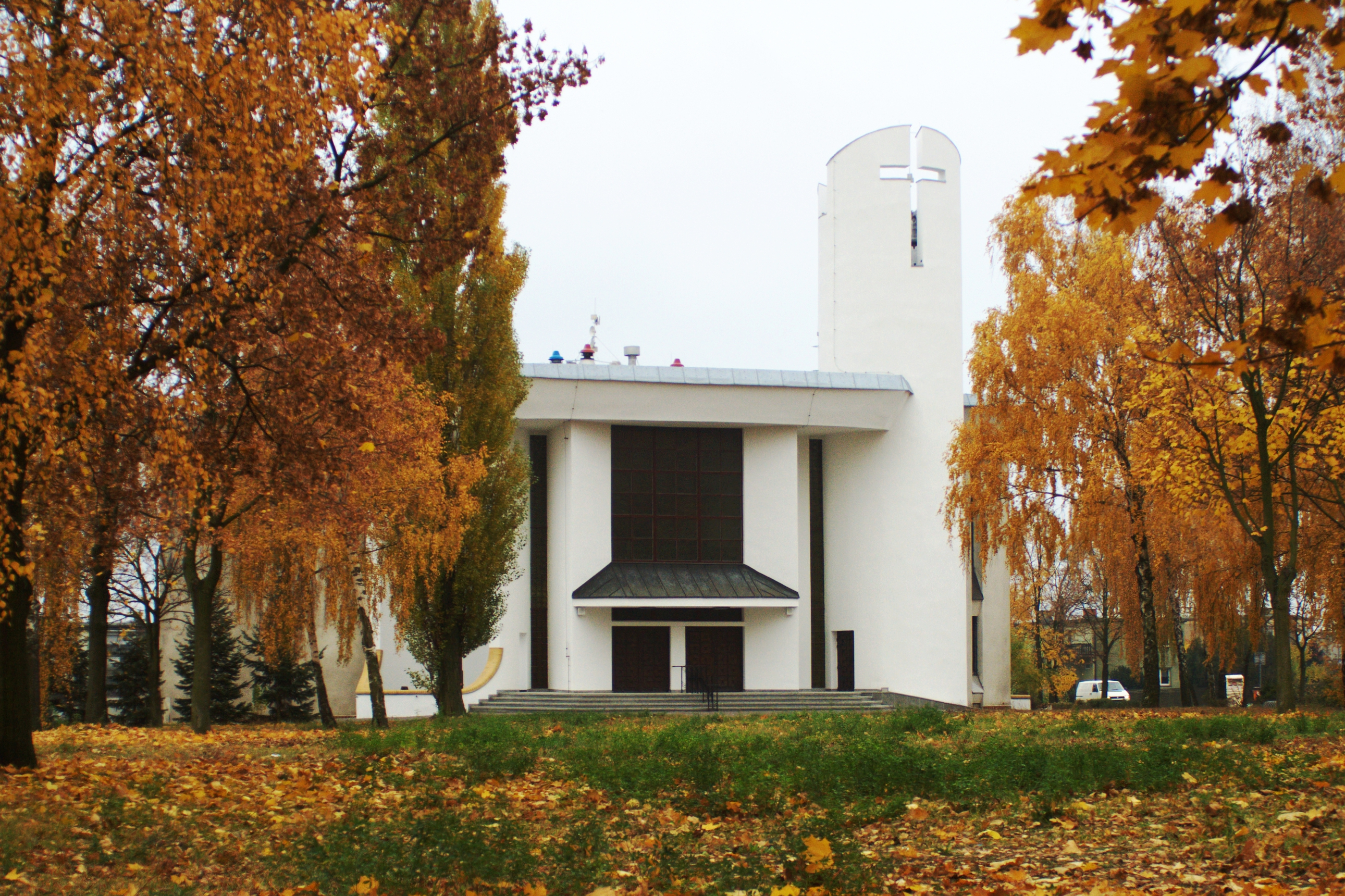
Kościół pw. NMP Matki Kościoła

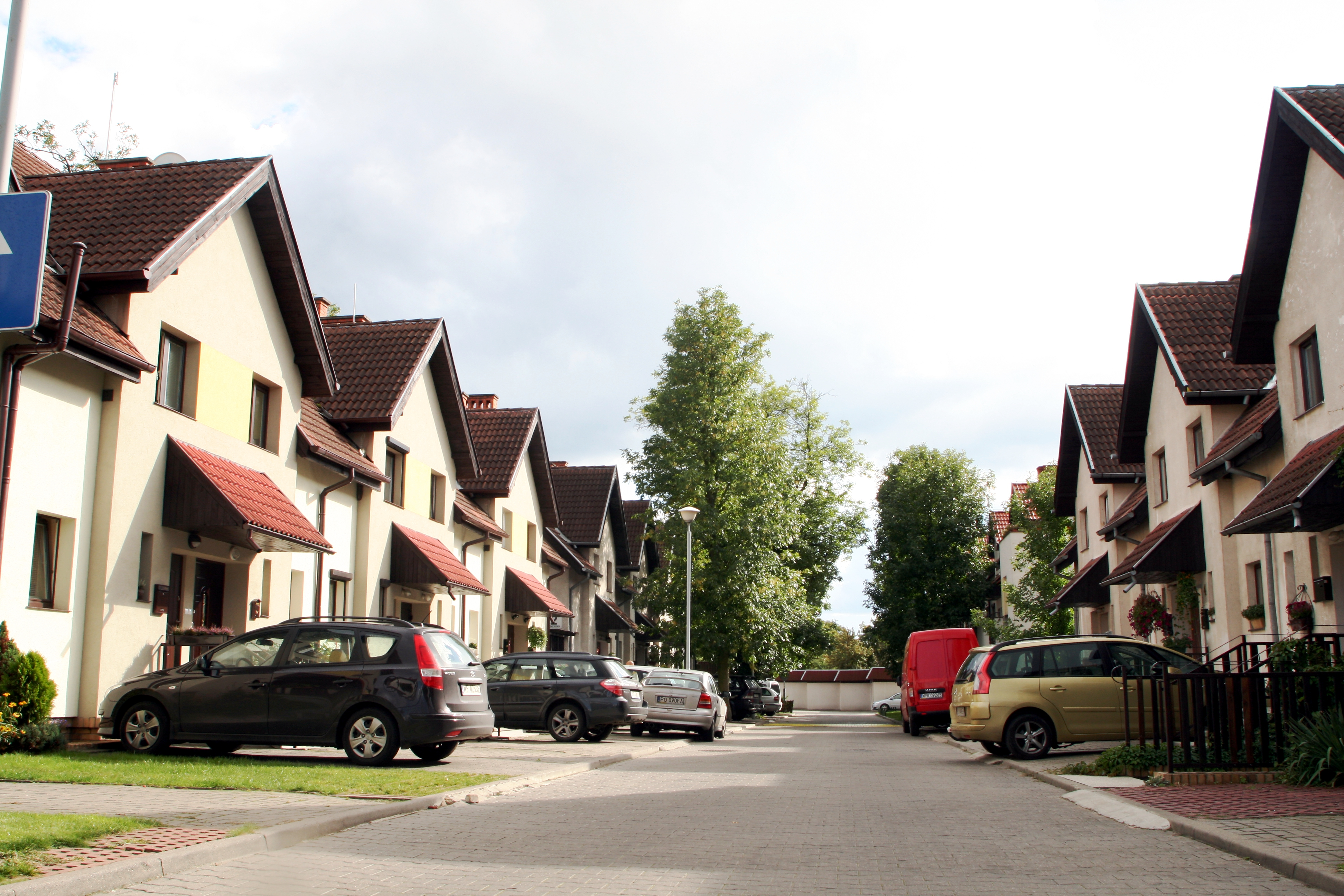
ul. Czeremchowa

Świerczewo – część miasta Poznania i osiedle administracyjne, w jego południowej części.

## Lokalizacja
Świerczewo położone jest przy południowej granicy miasta Poznania, na wschód od Strumienia Junikowskiego oraz zachód od potoku Górczynka, między Dębcem a Górczynem. Obecnie jest to największe osiedle o zabudowie jednorodzinnej w Poznaniu.
Osiedle obejmuje obszar wyznaczony następującymi granicami:
- od wschodu: linią kolejową Poznań – Luboń (linia kolejowa nr 271) od jej przecięcia z linią kolejową Górczyn – Starołęka (linia kolejowa 801) do Górczynki;
- od południa: wzdłuż południowej granicy miasta od potoku Górczynka do Strumienia Junikowskiego i dalej wzdłuż tego Strumienia do ulicy Pszczyńskiej;
- od zachodu: ulicą Pszczyńską od Strumienia Junikowskiego do ulicy Leszczyńskiej, następnie ulicą Leszczyńską do ulicy Głazowej, dalej tą ulicą do ulicy Przełęcz, następnie ulicą Przełęcz do linii kolejowej Górczyn – Starołęka;
- od północy: wzdłuż linii kolejowej Górczyn – Starołęka od przedłużenia ulicy Przełęcz do przecięcia z linią kolejową Poznań – Luboń.

## Historia
Pierwsze zapiski dotyczące Świerczewa pojawiają się w 1235 roku. Potwierdzone zostało wówczas nadanie Minikowa wraz z kilkoma innymi wsiami, w tym Świerczewem (Svirchevo), archidiakonowi poznańskiemu Piotrowi. Po jego śmierci ziemie przeszły na własność kapituły katedry poznańskiej. Przez kolejne lata wieś podupadała. W 1510 była całkowicie opuszczona, a ziemie uprawiane były tylko częściowo przez kmieci z sąsiednich wsi (głównie Żabikowa, jednak w samym Świerczewie nie mieszkał nikt. Później jednak musiała nastąpić restauracja – w 1819 roku na terenie wsi istnieje folwark i 7 gospodarstw chłopskich.
Wieś położona była w 1580 roku w powiecie poznańskim województwa poznańskiego.
W 1832 roku powstała na Kotowie cegielnia wraz z osiedlem robotniczym. Znalazła w niej również pracę część mieszkańców Świerczewa. Przez kolejne lata wzdłuż Strumienia Junikowskiego powstała sieć glinianek, zwanych Szachtami, w tym m.in. Staw Świerczewo, które wyznaczyły wyraźną granicę pomiędzy Świerczewem i Żabikowem.
Pod koniec XIX wieku rozpoczęto budowę systemu umocnień w ramach Twierdzy Poznań. Na Świerczewie powstał Fort IX, dwa bunkry pomiędzy nim a znajdującym się na Dębcu Fortem IXa oraz dzisiejsza ulica Czechosłowacka w ramach systemu komunikacyjnego pomiędzy umocnieniami.
W 1925 roku Świerczewo miało 203 mieszkańców, w roku 1939 już 356.
1 kwietnia 1940 roku Świerczewo, przemianowane na Bergfelde, zostało włączone w granice administracyjne Poznania, decyzją namiestnika Rzeszy Arthura Greisera. Podczas II wojny światowej planowano stworzenie na terenie osiedla wielkiego getta dla ludności polskiej wysiedlonej z położonych bliżej centrum dzielnic. Według projektów miało w nim mieszkać nawet 60 tys. Polaków. Plany nie zostały jednak zrealizowane, powstały jedynie bloki przy dzisiejszej ulicy Opolskiej. Przy ulicy Ostatniej powstało osiedle dla Niemców przesiedlonych znad Morza Czarnego.
26 stycznia o godzinie ósmej rozpoczęła się ofensywa Armii Czerwonej. Umocnienia na Świerczewie zostały ostrzelane przez artylerię, następnie ruszył atak piechoty, który jednak został odparty przez Niemców broniących się w cegielni. Kolejny atak, z użyciem czołgów, przełamał tę linię obrony, następnego dnia został zdobyty Fort IX. Mimo tego oddział broniący się w cegielni poddał się dopiero 6 lutego.
W latach 50. XX wieku podjęto decyzję o zmianie przeznaczenia terenów na Świerczewie. W miejscu poligonu wojskowego, który istniał w tym miejscu od połowy XIX w., miało powstać osiedle składające się z ponad tysiąca domów jednorodzinnych, w zabudowie wolnostojącej, bliźniaczej oraz szeregowej. W 1956 r. Pracownia Urbanistyczna Zarządu Architektoniczno-Budowlanego w Poznaniu opublikowała plan szczegółowy osiedla na Świerczewie, natomiast rok później - plany koordynacyjne dla południowej i północnej części osiedla w skalach 1:1000 oraz 1:2000.
W latach 1960–1961, na wniosek działacza komunistycznego Jana Brygiera, nadano nazwy ulicom osiedla. Brygier argumentował, że na terenie Poznania niedoreprezentowani są w nazewnictwie działacze komunistyczni i socjalistyczni. W związku z tym podjęto decyzję o nadawaniu na Świerczewie nazw ulic pochodzących od osób tzw. „nurtu postępowego”. Do początku XXI wieku patronami wielu ulic byli więc m.in. Róża Luksemburg, Marceli Nowotko, Marian Buczek, Małgorzata Fornalska czy Witold Kolski, ale także Emilia Plater, Janusz Korczak, Joachim Lelewel, czy Hugo Kołłątaj. W 1974 uzupełniono nazewnictwo w tym rejonie o artystów i lekarzy (np. Władysław Orkan, Xawery Dunikowski, Jacek Malczewski, Franciszek Witaszek, czy Robert Koch). Po przeprowadzonej akcji dekomunizacyjnej komunistów zastąpili zasłużeni wojskowi, naukowcy i politycy z okresu II Rzeczypospolitej, tacy jak Eugeniusz Kwiatkowski, Marian Rejewski, Henryk Zygalski, Jerzy Różycki, Henryk Sucharski, Leopold Okulicki czy Bohdan Winiarski.
W 1993 roku utworzono dwie jednostki pomocnicze miasta Osiedle Poznań-Świerczewo oraz Osiedle Powstań Śląskich. W 2010 r. w Poznaniu przeprowadzono reformę funkcjonalną jednostek pomocniczych i 1 stycznia 2011 roku połączono osiedla administracyjne: Poznań-Świerczewo oraz Osiedle Powstań Śląskich w jedno Osiedle Świerczewo.

## Zabytki, kościoły
W centrum Świerczewa znajduje się kościół parafialny pod wezwaniem Najświętszej Marii Panny Matki Kościoła. Parafia jest prowadzona przez Księży Filipinów.
Na północy Świerczewa, zlokalizowany jest Fort IX, jeden z osiemnastu zabytkowych fortów Twierdzy Poznań a w rejonie ulicy Bohaterów Westerplatte – schrony z lat 1903–1905 oraz 1913–1914.
We wschodniej części Świerczewa, między linią kolejową a ulicą Opolską, znajduje się zabytkowy, lecz niestety zaniedbany i częściowo zdewastowany cmentarz przy ulicy Samotnej. Po 2012 wraz z  początkiem działalności nowego proboszcza parafii Zmartwychwstania Pańskiego  teren wokół cmentarza został stopniowo uporządkowany przez jednego z parafian. Po prawie 80 latach przerwy ksiądz proboszcz Maciej Sasiak CR odprawił na terenie cmentarza nabożeństwo.

## Zabudowa
W zabudowie przeważają budynki jedno- i wielorodzinne z drugiej połowy XX wieku. Wzdłuż osi dzielnicy – ul. Opolskiej – dużo miejsca zajmują baraki zbudowane podczas II wojny światowej dla wysiedlonych z centrum Poznania.
Przewiduje się rozbiórkę wszystkich baraków, które zostaną zastąpione budownictwem o wyższym standardzie. Na początku roku 2009 zakończyła się budowa zespołu mieszkaniowego, które powstało w miejscu pierwszych, wyburzonych baraków. W drugiej połowie XXI wieku doszło do wybudowania nowych zespołów mieszkaniowych na rogach ulic Opolskiej i Stefanii Sempołowskiej. Pod koniec 2021 roku doszło do przekazania kluczy nowym mieszkańcom do 163 lokali w nowo wybudowanych blokach pięciokondygnacyjnych i jednym trzykondygnacyjnym. Później powstały również dwa budynki czterokondygnacyjne

## Edukacja
- Szkoła Podstawowa nr 79 im. Arkadego Fiedlera, ul. Jarzębowa 5, ul. Jesionowa 14
- Społeczna Szkoła Podstawowa nr 3 „Dębinka”, ul. Grabowa 33
- Zespół Szkół Mechanicznych im. Komisji Edukacji Narodowej, ul. Świerkowa 8
- Wyższa Szkoła Edukacji i Terapii im. prof. Kazimiery Milanowskiej, ul. Grabowa 22

## Komunikacja
W pobliżu osiedla znajdują się dwie pętle tramwajowe: „Dębiec PKM” oraz „Górczyn PKM”, a dodatkowo dwa kolejowe przystanki osobowe: „Poznań Górczyn” oraz „Poznań Dębiec”. Przez teren samego Świerczewa przebiegają liczne linie autobusowe (nr 149, 175, 179, 611, 614, 701 oraz 213 – linia nocna), które zapewniają połączenia z Dębcem, Górczynem i Luboniem. W północno-wschodniej części Osiedla znajduje się pętla autobusowa „Dębiec PKM”.

## Galeria

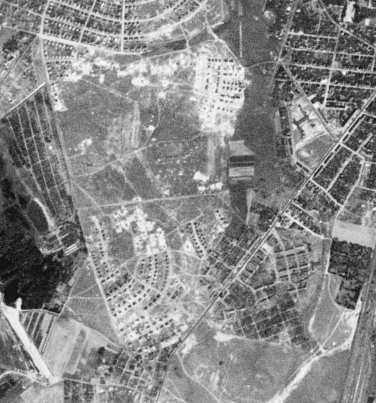
Zdjęcie satelitarne terenu poznańskiego Świerczewa w obrębie dzisiejszych ulic Leszczyńskiej, Bohaterów Westerplatte, Jesionowej
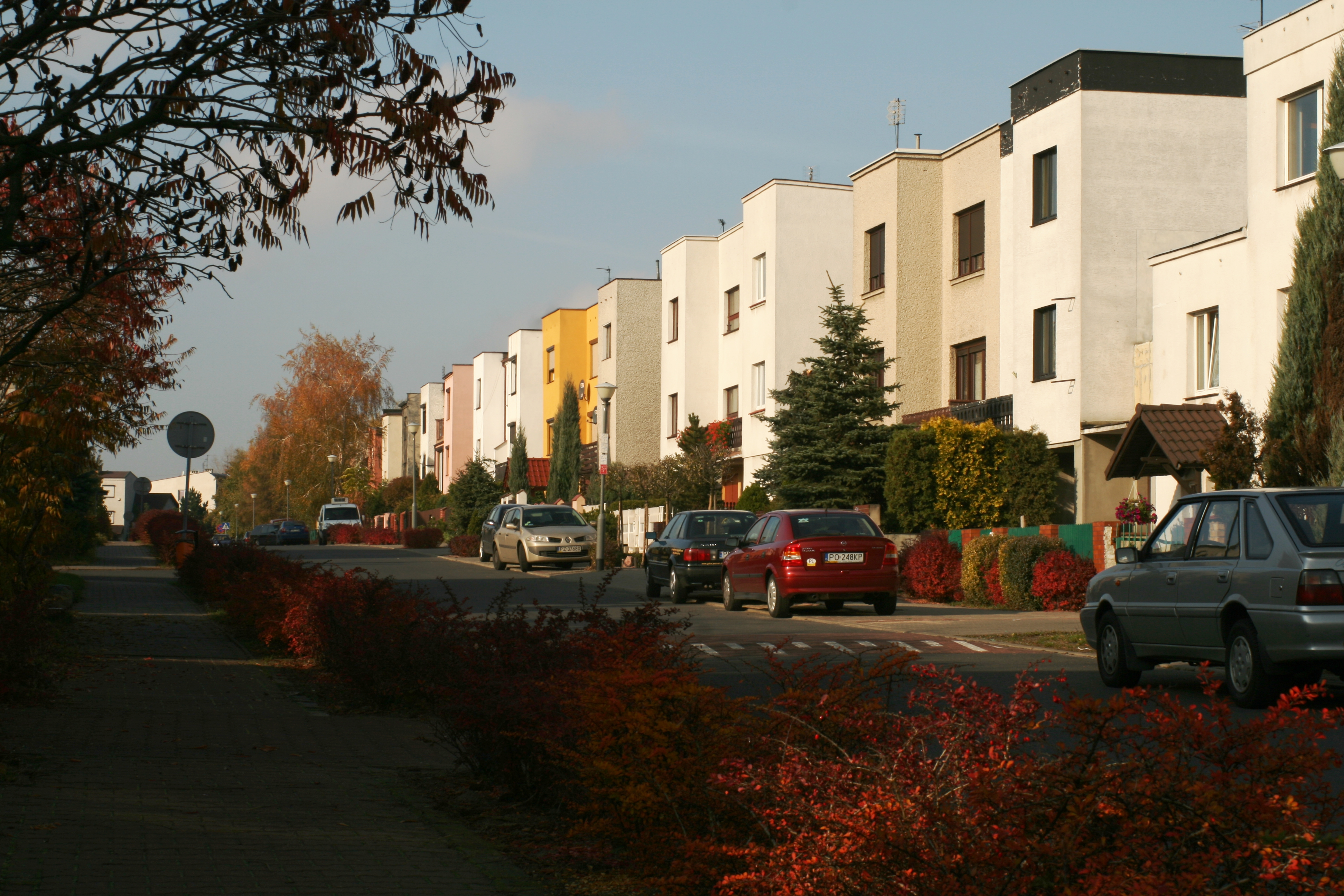
Zabudowa szeregowa przy ul. Wojciecha Korfantego
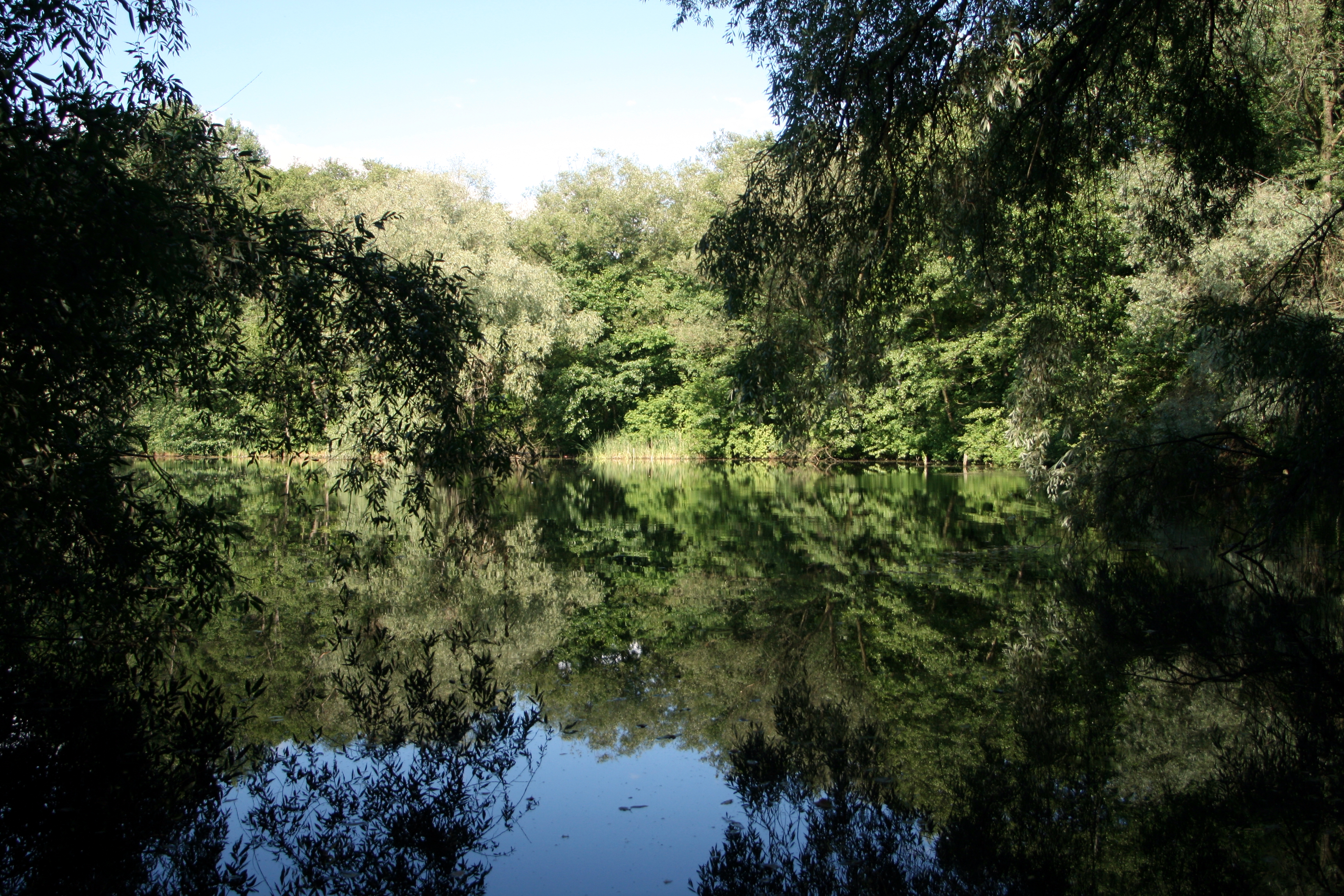
Szachty
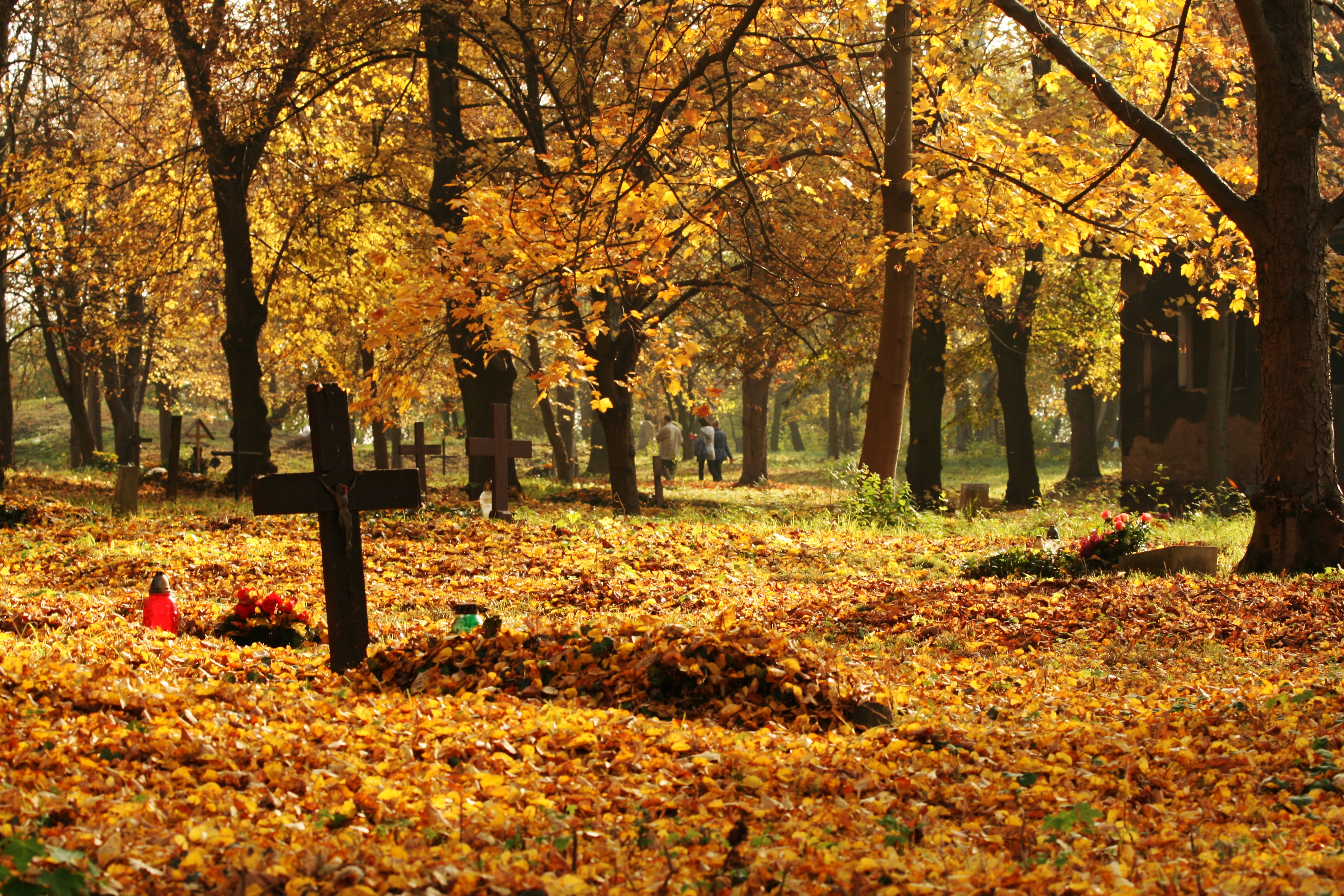
Cmentarz przy ul. Samotnej
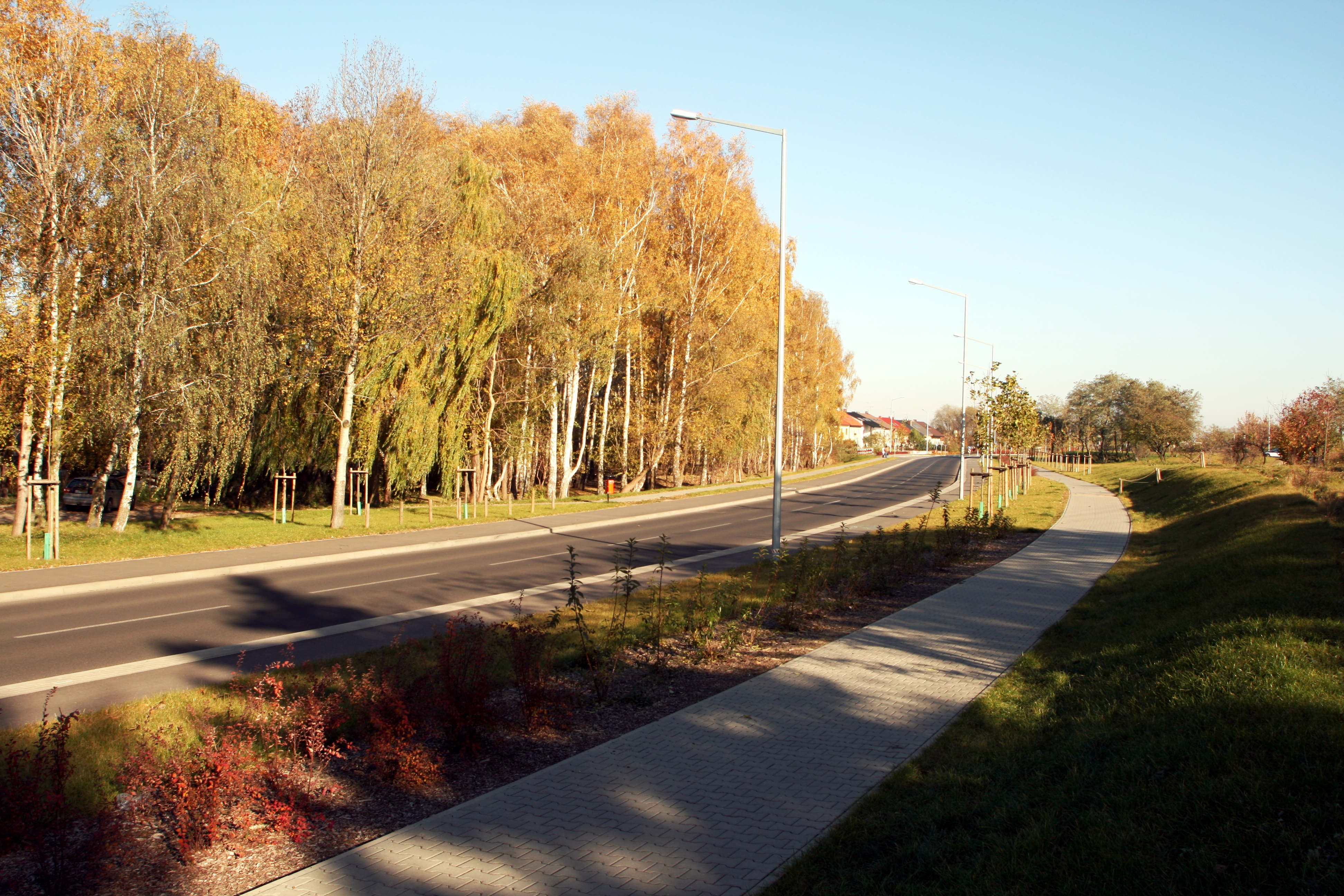
ul. Bohaterów Westerplatte
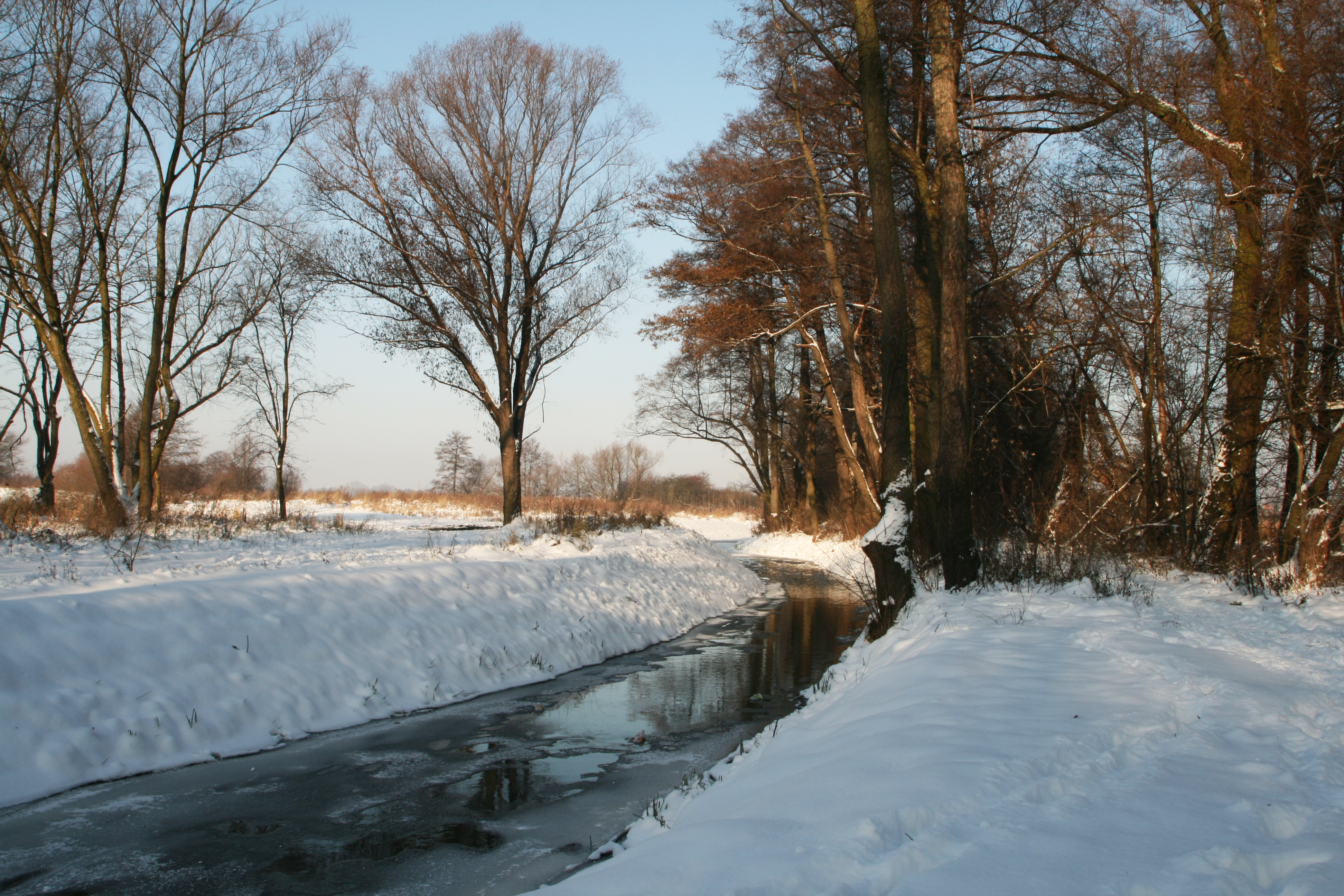
Strumień Junikowski
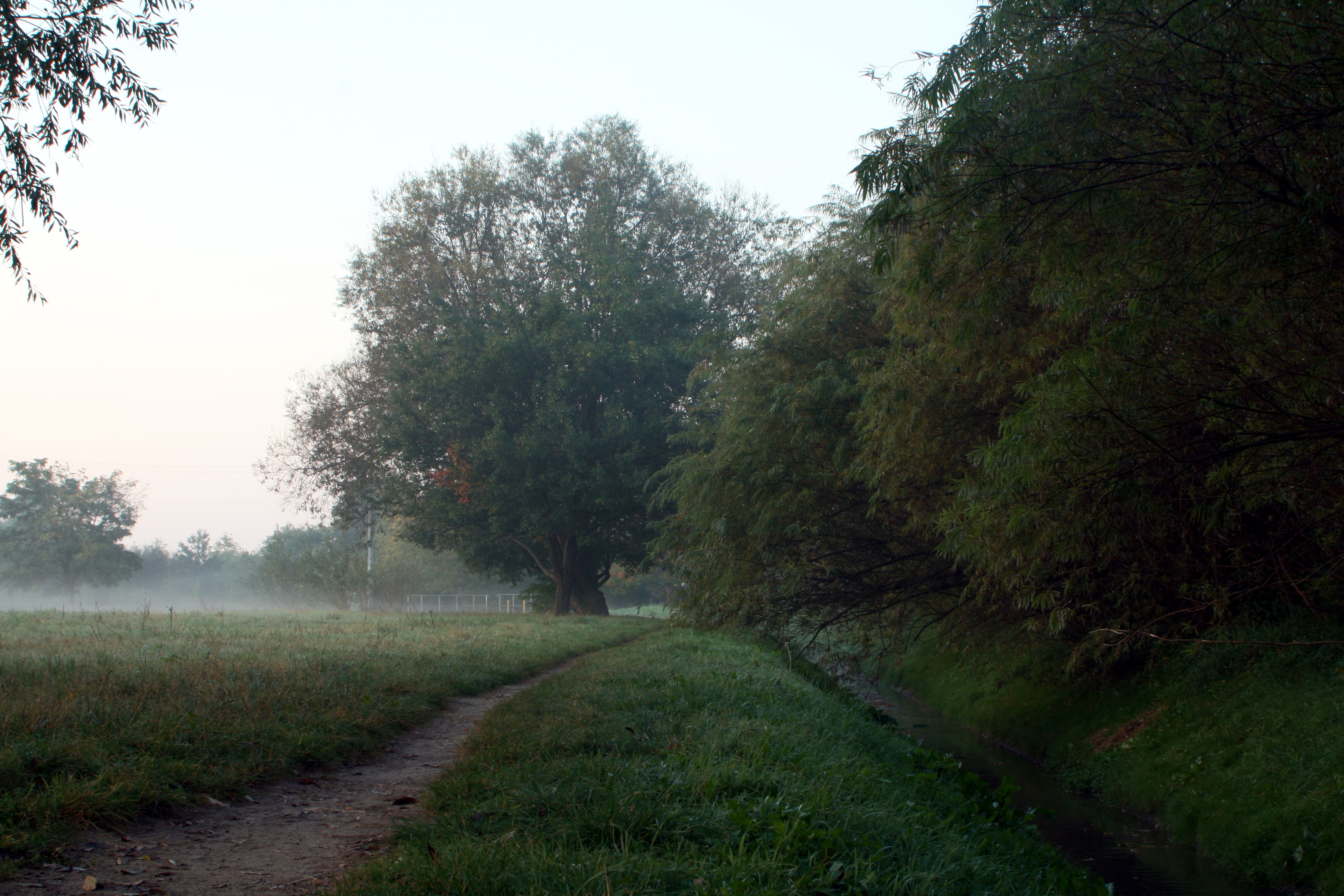
Górczynka
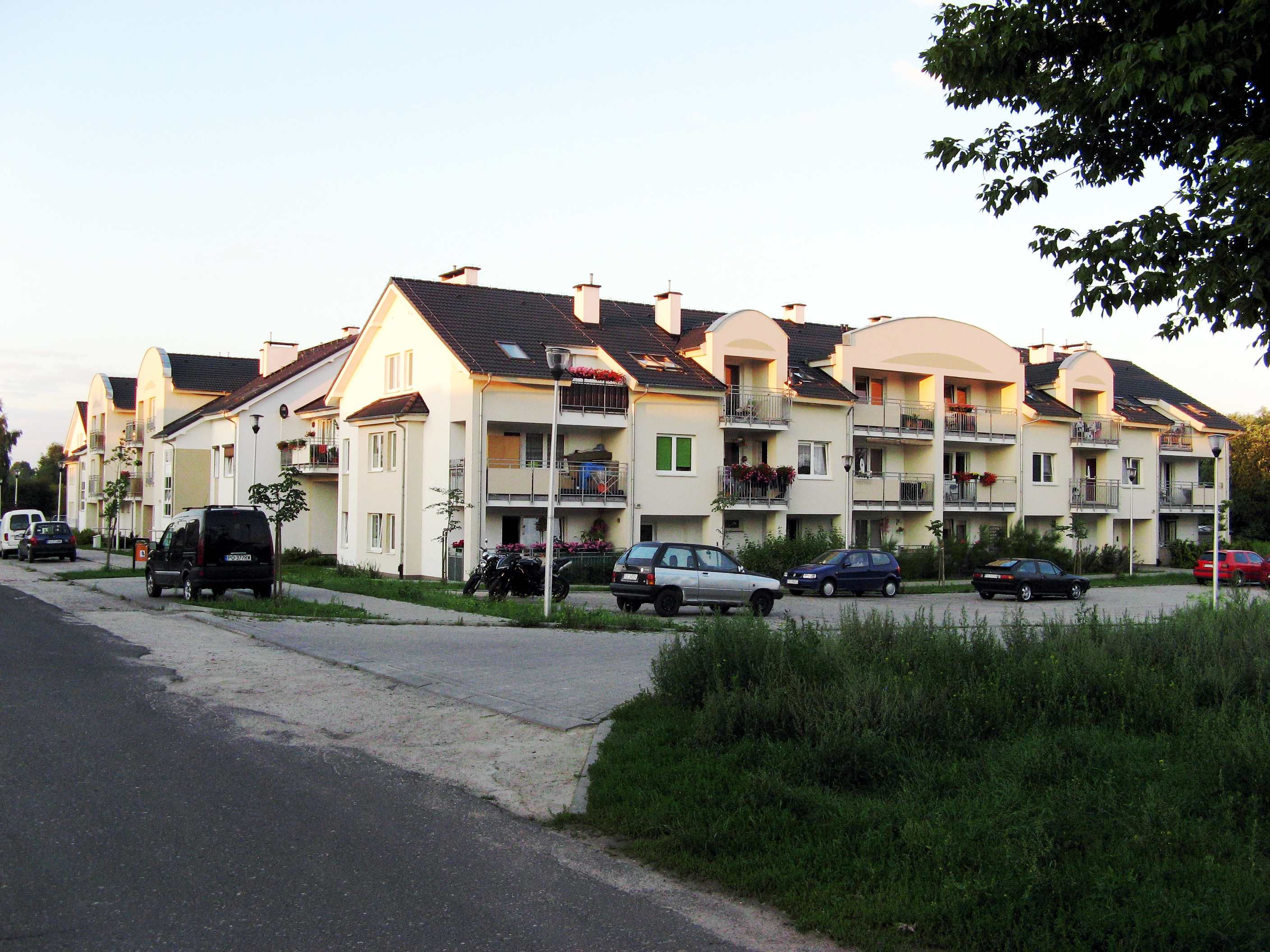
Bloki komunalne przy ul. Stefana Okrzei